# Rochefort-sur-Brévon
Pour les articles homonymes, voir Rochefort et Brévon (homonymie).
Rochefort-sur-Brévon est une commune française située dans le département de la Côte-d'Or, en région Bourgogne-Franche-Comté. Le gentilé est Rochefortien.

## Géographie

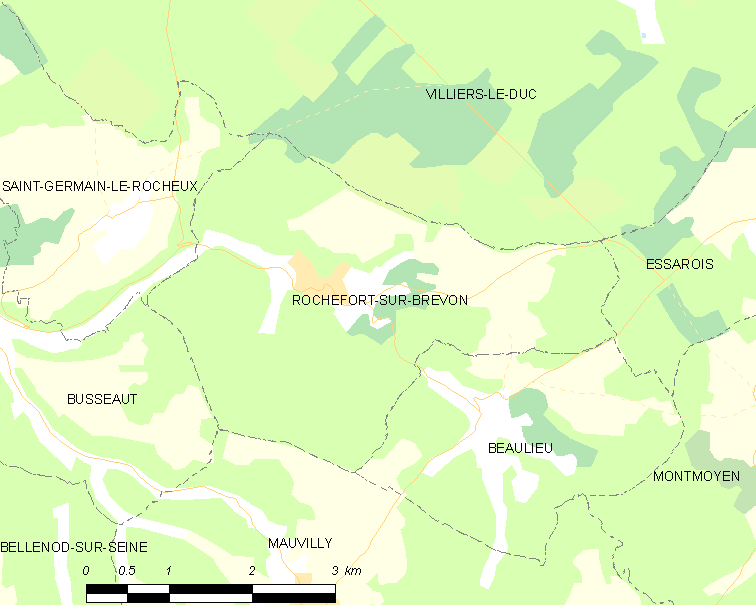

À cheval sur environ 4 km de la vallée du Brévon, avec ses deux versants et une partie des plateaux adjacents, la commune de Rochefort-sur-Brévon s'inscrit sur 12 km2 (1 198 ha) dans la partie sud de la forêt de Châtillon, mais en dehors de la zone domaniale. C'est une commune essentiellement forestière avec une partie agricole sur le plateau nord, autour du Puiset et au-dessus du village, qui représente environ un quart de la surface totale. En fond de vallée, les méandres de la rivière irriguent des prairies à pâturages, en aval se trouve le point bas de la commune à 286 m. Le point culminant se trouve à 411 m en lisière de forêt, qui est aussi la limite de commune, au nord du Puiset au lieu-dit des Champs-de-la-Grange vers la combe du Puiset. Le territoire est traversé par deux routes départementales qui ne font qu'une le long du Brévon, la D 16 qui joint Châtillon-sur-Seine à Aignay-le-Duc en passant par la forêt (variante de la D 971 qui passe par Saint-Marc-sur-Seine) et la D 29 qui joint la D 971 (au niveau d'Aisey-sur-Seine) à Recey-sur-Ource.

### Hameaux, écarts, lieux-dits
- Hameau détaché du village : Le Puiset.
- Habitat ou bâti écarté : moulin de la Fenderie, le Chenil.
- Lieux-dits d'intérêt local : combe Vellerot, la Roche-Chambain, Vaulordon.

Le village du château à l'église vu depuis le pont sur le Brévon; à gauche de la route, une ancienne forge classée aux M.H. en travaux.

### Communes limitrophes

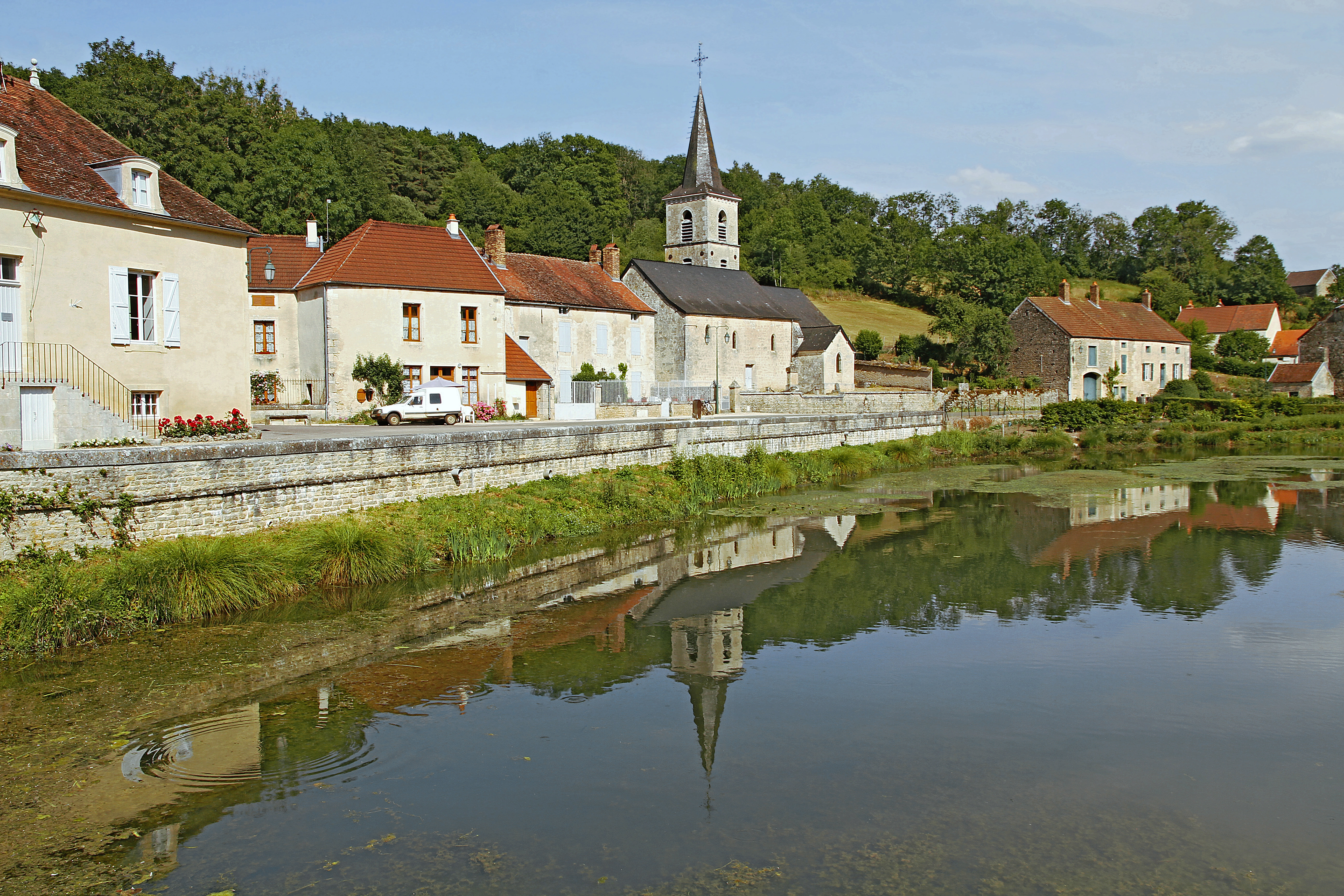
Le village en rive droite du Brévon.

### Hydrographie
Le Brévon passe de 312 m à 286 m de l'amont à l'aval de la commune pour un cours d'environ 4 km, soit une pente inférieure à 1 % qui produit des méandres, des zones marécageuses et des retenues d'eau plus ou moins aménagées par l'homme pour alimenter les forges et les moulins. Le Brévon est ici aux deux tiers de son parcours, à l'entrée du pittoresque val de la Chouette qui le conduit jusqu'à sa confluence avec la Seine près de Vaurois (commune de Brémur-et-Vaurois). Il n'y a pratiquement pas d'autres cours d'eau sur le finage, le sous-sol karstique drainant les pluies en sous-sol qui ressortent en exsurgences (nommées localement douix) dans les vallées. Un court ruisseau d'environ 700 m (qui n'est pas référencé par le SANDRE) est alimenté par deux sources sises près du Puiset, il descend vers le Brévon par la combe Vellerot où une digue retient un petit étang. Une source au fond de la combe Volordon ne débite pas assez pour aboutir à la rivière.

### Climat
Pour des articles plus généraux, voir Climat de la Bourgogne-Franche-Comté et Climat de la Côte-d'Or.
En 2010, le climat de la commune est de type climat des marges montargnardes, selon une étude du Centre national de la recherche scientifique s'appuyant sur une série de données couvrant la période 1971-2000. En 2020, Météo-France publie une typologie des climats de la France métropolitaine dans laquelle la commune est exposée à un climat océanique altéré et est dans la région climatique  Lorraine, plateau de Langres, Morvan, caractérisée par un hiver rude (1,5 °C), des vents modérés et des brouillards fréquents en automne et hiver. 
Pour la période 1971-2000, la température annuelle moyenne est de 10,1 °C, avec une amplitude thermique annuelle de 16,1 °C. Le cumul annuel moyen de précipitations est de 937 mm, avec 13,2 jours de précipitations en janvier et 9 jours en juillet. Pour la période 1991-2020, la température moyenne annuelle observée sur la station météorologique de Météo-France la plus proche, « Bure Les Templiers_sapc », sur la commune de Bure-les-Templiers à 14 km à vol d'oiseau, est de 10,7 °C et le cumul annuel moyen de précipitations est de 898,2 mm,. Pour l'avenir, les paramètres climatiques de la commune estimés pour 2050 selon différents scénarios d'émission de gaz à effet de serre sont consultables sur un site dédié publié par Météo-France en novembre 2022.

## Urbanisme

### Typologie
Au 1er janvier 2024, Rochefort-sur-Brévon est catégorisée commune rurale à habitat très dispersé, selon la nouvelle grille communale de densité à 7 niveaux définie par l'Insee en 2022.
Elle est située hors unité urbaine et hors attraction des villes,.

### Occupation des sols
L'occupation des sols de la commune, telle qu'elle ressort de la base de données européenne d’occupation biophysique des sols Corine Land Cover (CLC), est marquée par l'importance des forêts et milieux semi-naturels (71,8 % en 2018), une proportion sensiblement équivalente à celle de 1990 (72,3 %). La répartition détaillée en 2018 est la suivante : forêts (71,3 %), terres arables (19,6 %), prairies (6,5 %), zones urbanisées (2,1 %), milieux à végétation arbustive et/ou herbacée (0,5 %). L'évolution de l’occupation des sols de la commune et de ses infrastructures peut être observée sur les différentes représentations cartographiques du territoire : la carte de Cassini (XVIIIe siècle), la carte d'état-major (1820-1866) et les cartes ou photos aériennes de l'IGN pour la période actuelle (1950 à aujourd'hui).

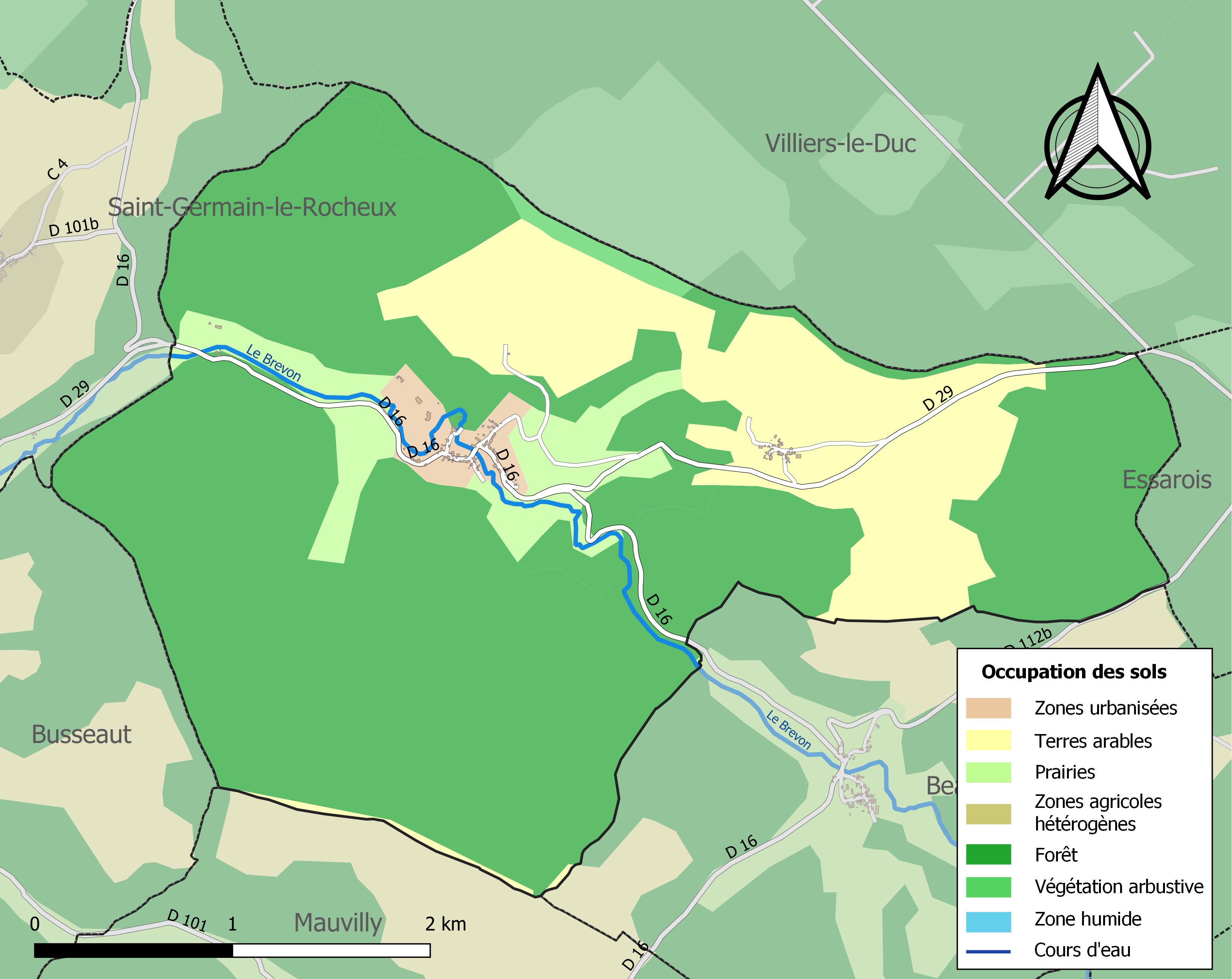
Carte des infrastructures et de l'occupation des sols de la commune en 2018 (CLC).

## Histoire

### Préhistoire et antiquité
Quelques éléments modestes mégalithiques attestent d'une occupation préhistorique. Des constructions plus récentes sont datées de la période gallo-romaine.

### Moyen Âge
Rochefort dépend de Mauvilly avant de devenir une petite baronnie. L'existence d'un château primitif appartenant au sire du Puiset, situé à l’est du château actuel, sur un petit éperon rocheux dominant l'église et l'étang, est attestée dès 1235.

### Époque moderne
Un incendie détruit le Château vers 1730, ne laissant que le colombier. Vers 1820 la maison du prieur du val des Choues est démontée pierre à pierre et rebâtie à son emplacement.
En 1888, le comte de Broissia fait construire sur une arête rocheuse voisine une vaste demeure puis en 1896 des écuries, un jardin en terrasse, une orangerie et un parc.
Avant le décret no 2003-736 du 1er août 2003, la commune s'appelait Rochefort.

## Politique et administration
| Période                                  | Période   | Identité                  | Étiquette | Qualité |
| ---------------------------------------- | --------- | ------------------------- | --------- | ------- |
|                                          | 1968      | Marie Flavien de Broissia |           |         |
| 1968                                     | mars 2001 | Maxence de Broissia       |           |         |
| mars 2001                                | 2020      | Christian Houiste         |           |         |
| 2020                                     | En cours  | Christian Chalier         |           |         |
| Les données manquantes sont à compléter. |           |                           |           |         |

Rochefort-sur-Brévon appartient :
- à l'arrondissement de Montbard,

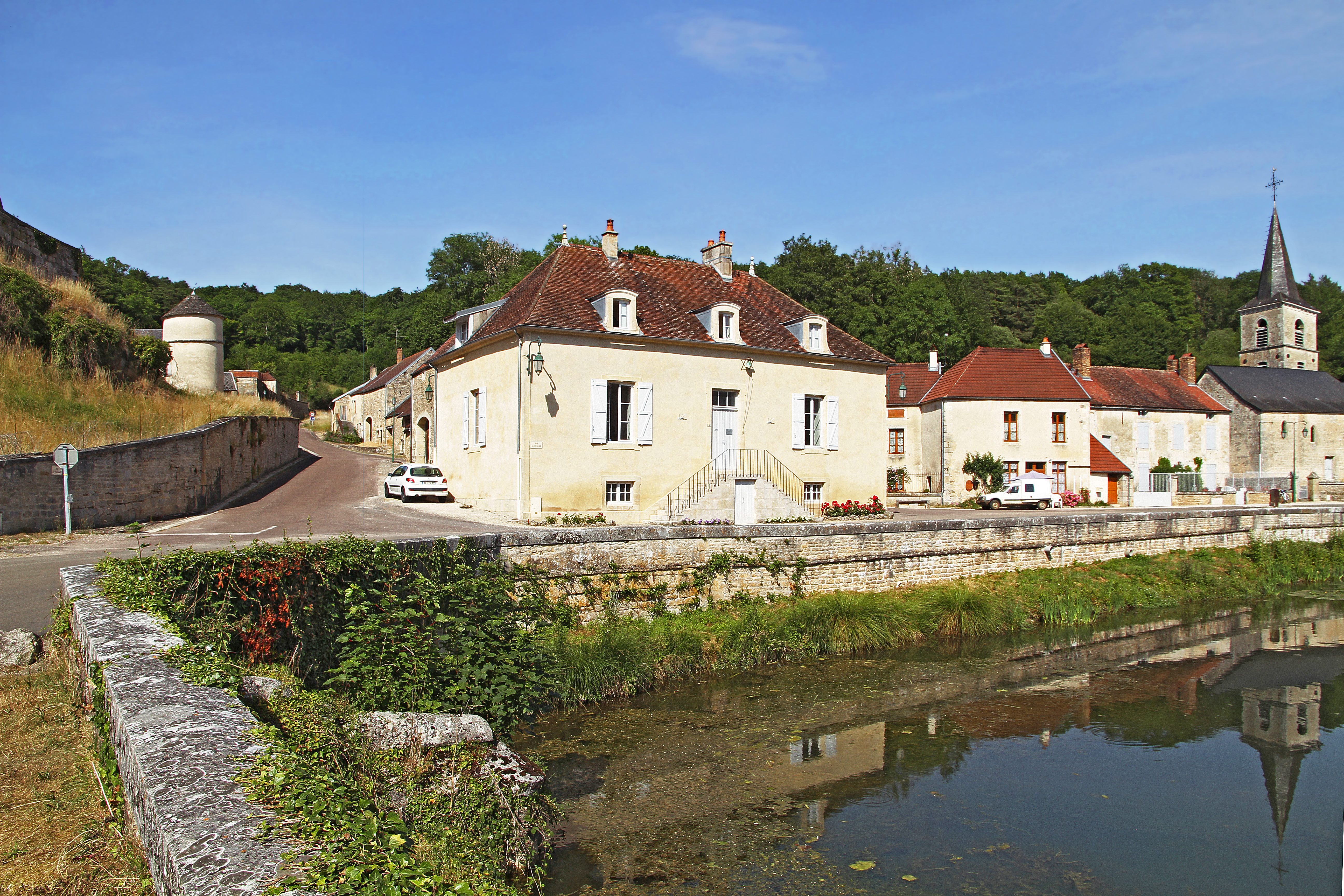
Mairie de Rochefort-sur-Brévon.

- au canton de Châtillon-sur-Seine et
- à la communauté de communes du Pays Châtillonnais.

## Démographie
L'évolution du nombre d'habitants est connue à travers les recensements de la population effectués dans la commune depuis 1793. Pour les communes de moins de 10 000 habitants, une enquête de recensement portant sur toute la population est réalisée tous les cinq ans, les populations de référence des années intermédiaires étant quant à elles estimées par interpolation ou extrapolation. Pour la commune, le premier recensement exhaustif entrant dans le cadre du nouveau dispositif a été réalisé en 2005.

En 2022, la commune comptait 42 habitants, en évolution de +5 % par rapport à 2016 (Côte-d'Or : +0,82 %, France hors Mayotte : +2,11 %).
| 1793 | 1800 | 1806 | 1821 | 1836 | 1841 | 1846 | 1851 | 1856 |
| ---- | ---- | ---- | ---- | ---- | ---- | ---- | ---- | ---- |
| 226  | 237  | 241  | 284  | 300  | 268  | 262  | 272  | 252  |

| 1861 | 1866 | 1872 | 1876 | 1881 | 1886 | 1891 | 1896 | 1901 |
| ---- | ---- | ---- | ---- | ---- | ---- | ---- | ---- | ---- |
| 268  | 185  | 186  | 175  | 188  | 210  | 179  | 181  | 150  |

| 1906 | 1911 | 1921 | 1926 | 1931 | 1936 | 1946 | 1954 | 1962 |
| ---- | ---- | ---- | ---- | ---- | ---- | ---- | ---- | ---- |
| 137  | 145  | 143  | 141  | 127  | 96   | 106  | 84   | 68   |

| 1968 | 1975 | 1982 | 1990 | 1999 | 2005 | 2006 | 2010 | 2015 |
| ---- | ---- | ---- | ---- | ---- | ---- | ---- | ---- | ---- |
| 48   | 55   | 50   | 65   | 60   | 45   | 44   | 45   | 41   |

| 2020 | 2022 | - | - | - | - | - | - | - |
| ---- | ---- | - | - | - | - | - | - | - |
| 42   | 42   | - | - | - | - | - | - | - |

## Culture locale et patrimoine

### Lieux, monuments et pôles d'intérêt
En 2016, la commune compte 3 monuments inscrits à l'inventaire des monuments historiques, 18 monuments ou édifices répertoriés à l'inventaire général du patrimoine culturel, 1 élément classé à l'inventaire des objets historiques et 28 objets répertoriés à l'inventaire général du patrimoine culturel.
- L’église de la Nativité  Classé MH (2001)[23] du début du XIIIe est construite selon un plan en croix latine et inscrite dans un enclos paroissial accroché à la pente de la colline. Son clocher a été monté sur le bras nord du transept et une flèche lui a été rajoutée au XIXe.

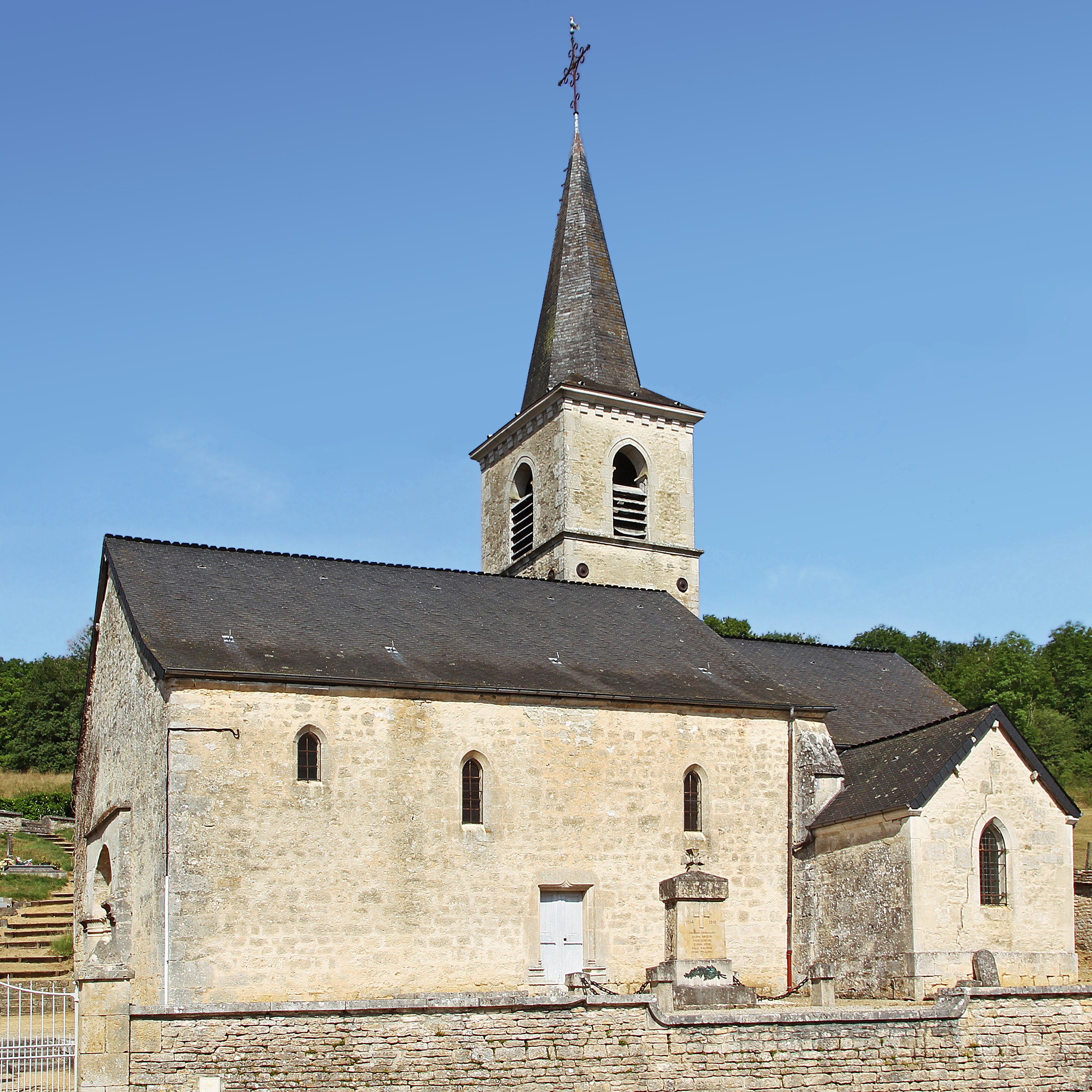
L'église et le monument aux morts.
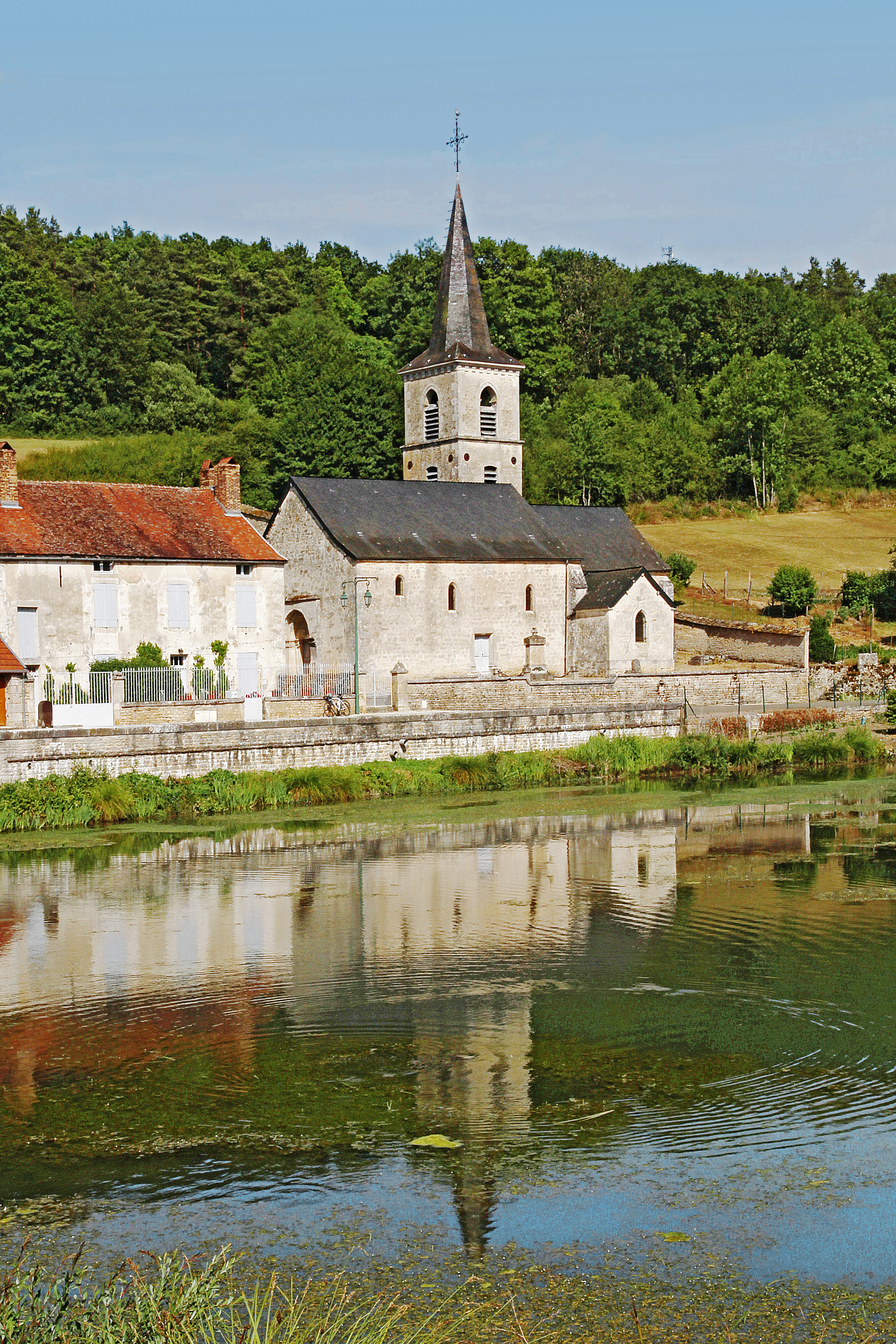
Vue depuis le Brévon.
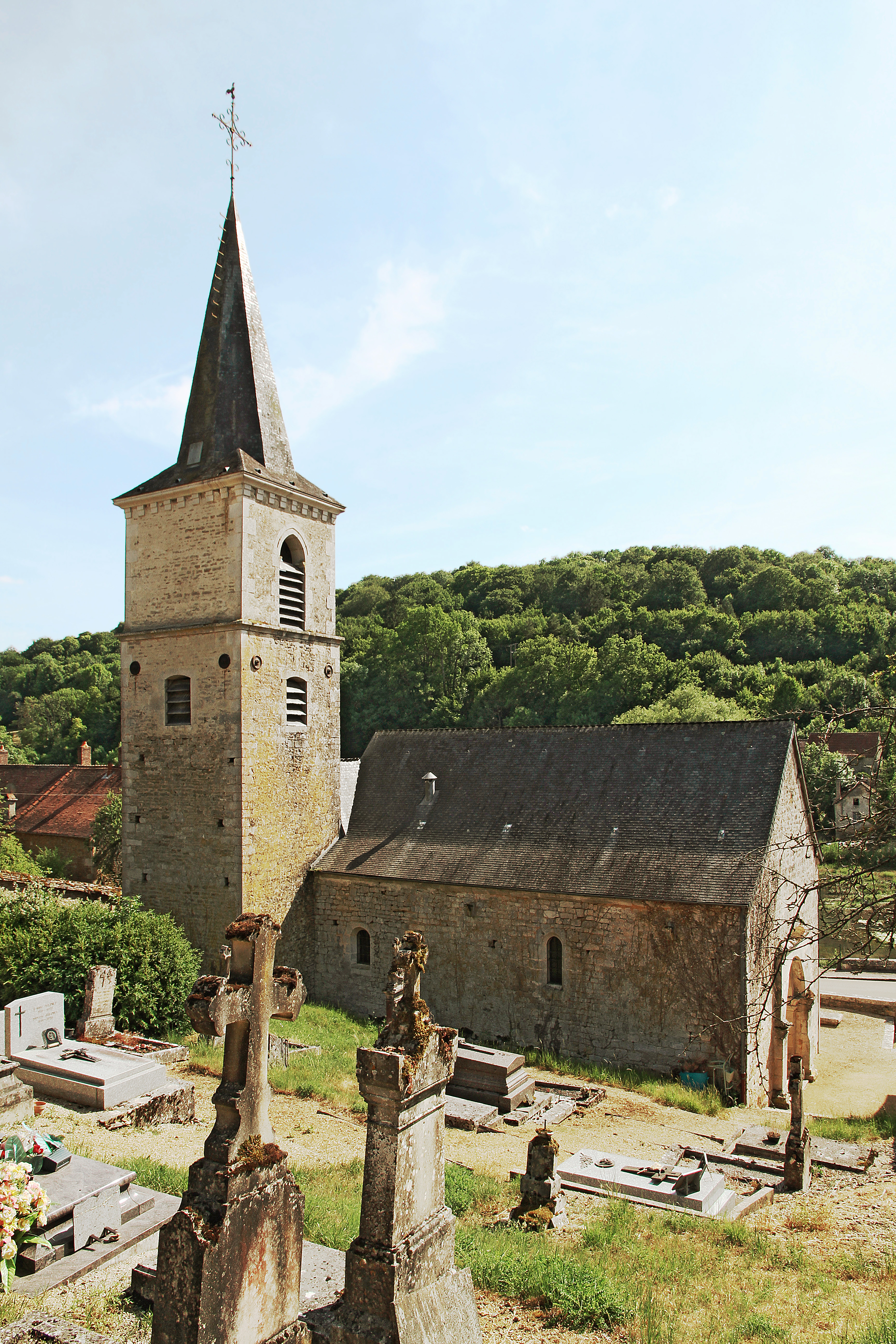
Clocher, enclos et cimetière.
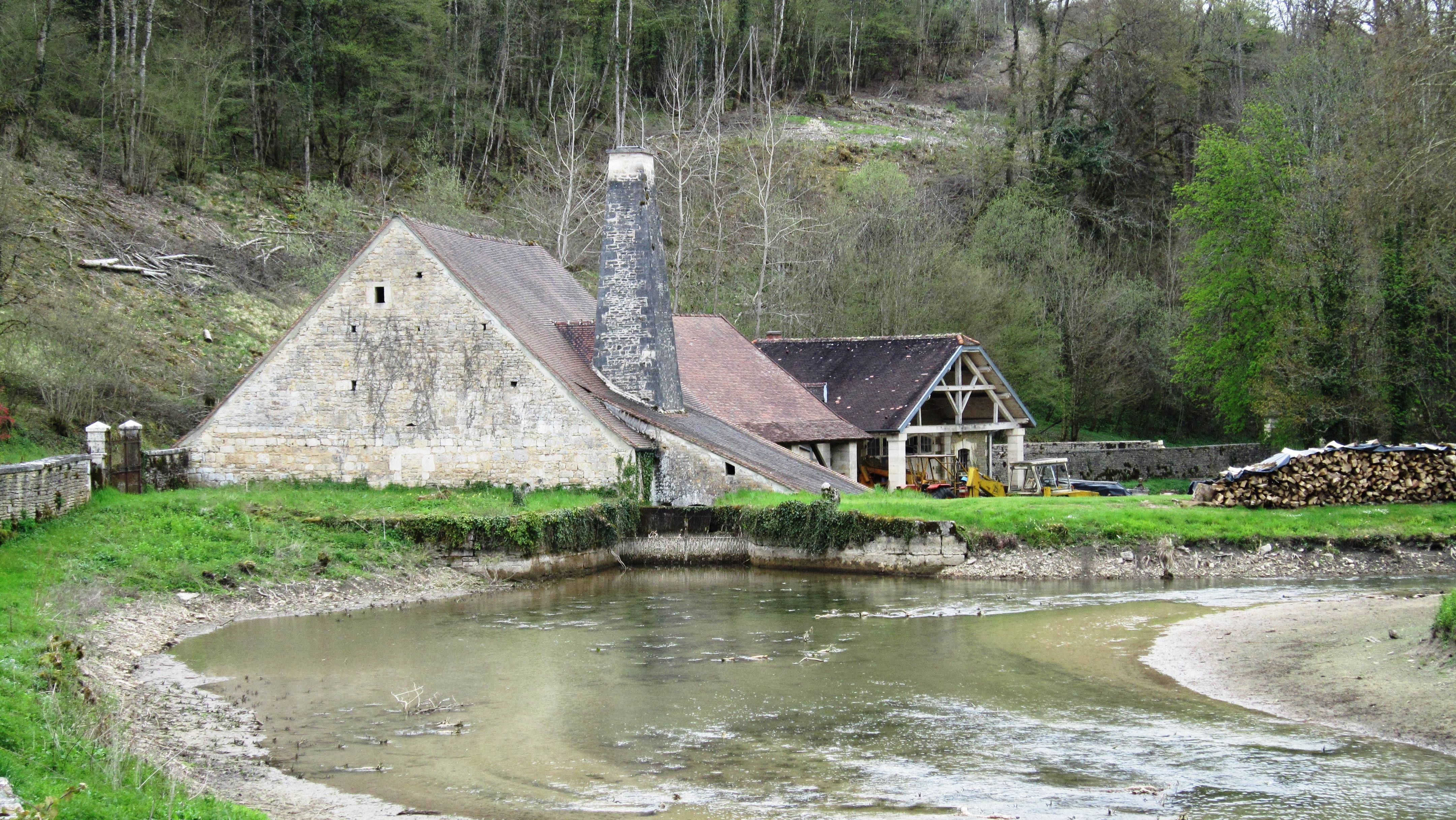
La forge d'en-bas.

- Le château de Rochefort-sur-Brévon  Inscrit MH (1982)[24] réalisé en 1888 par l'architecte Ernest Sanson pour le comte Brossia. Privé, ne se visite pas.
- L'ancien château (Inventaire général du patrimoine culturel|IGPC 1989)[25] est construit vers 1820 avec des matériaux provenant de la maison du prieur de l'abbaye du Val des Choues démontée pierre à pierre et rebâtie sur une partie de l'emplacement de l'ancien château-fort dont il ne reste que quelques vestiges tel le colombier.

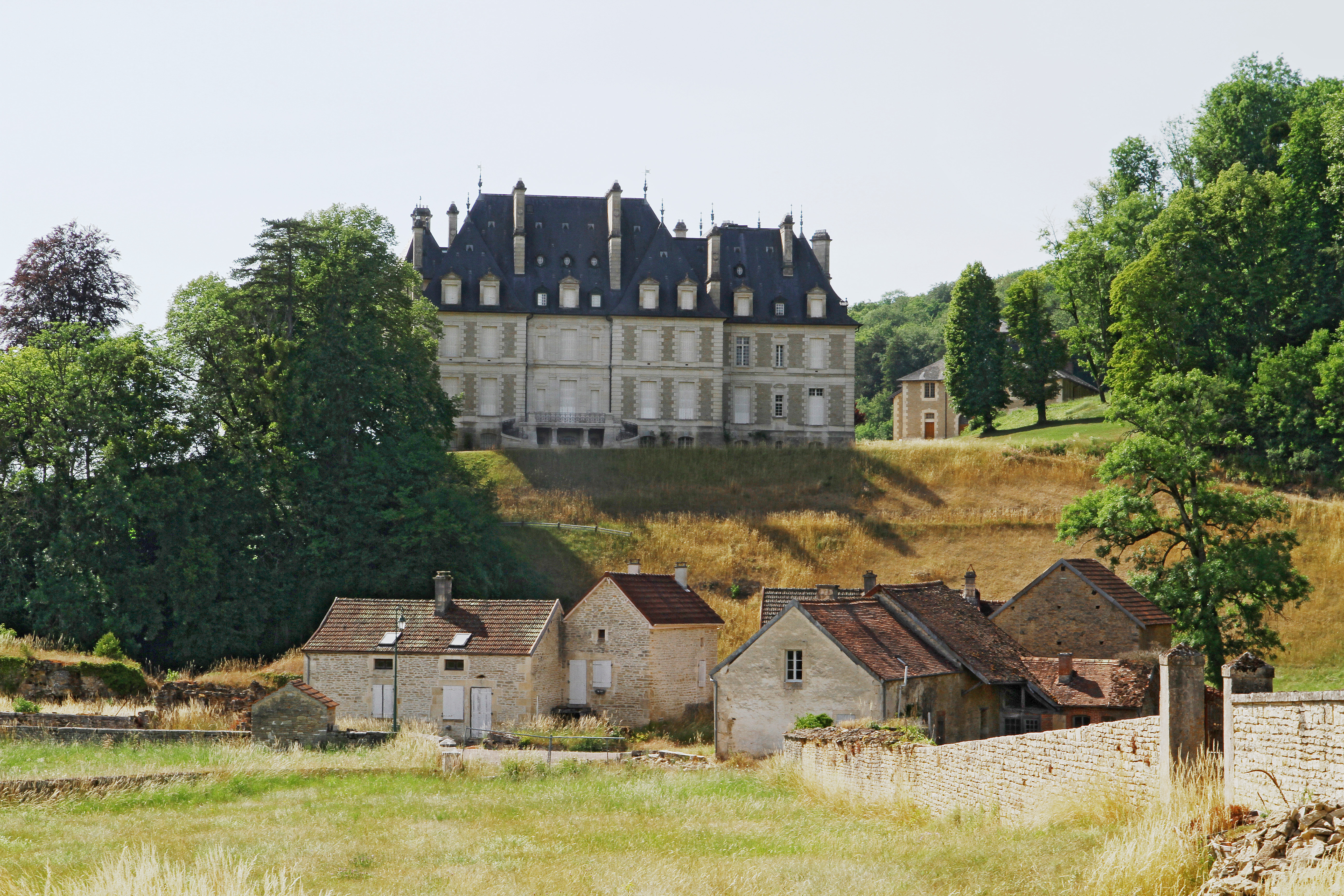
Le château au-dessus du village.
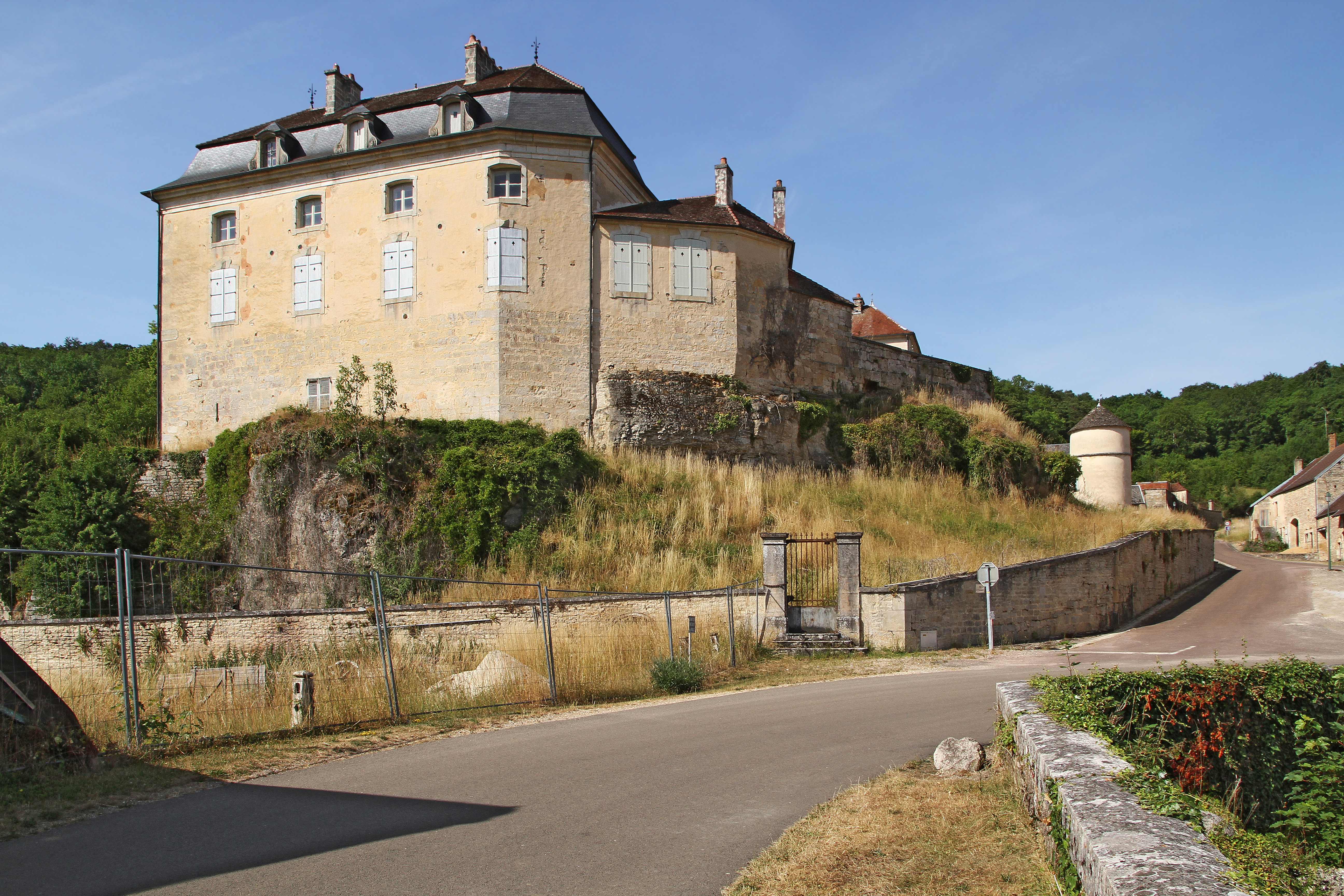
L'ancien château proche du nouveau.
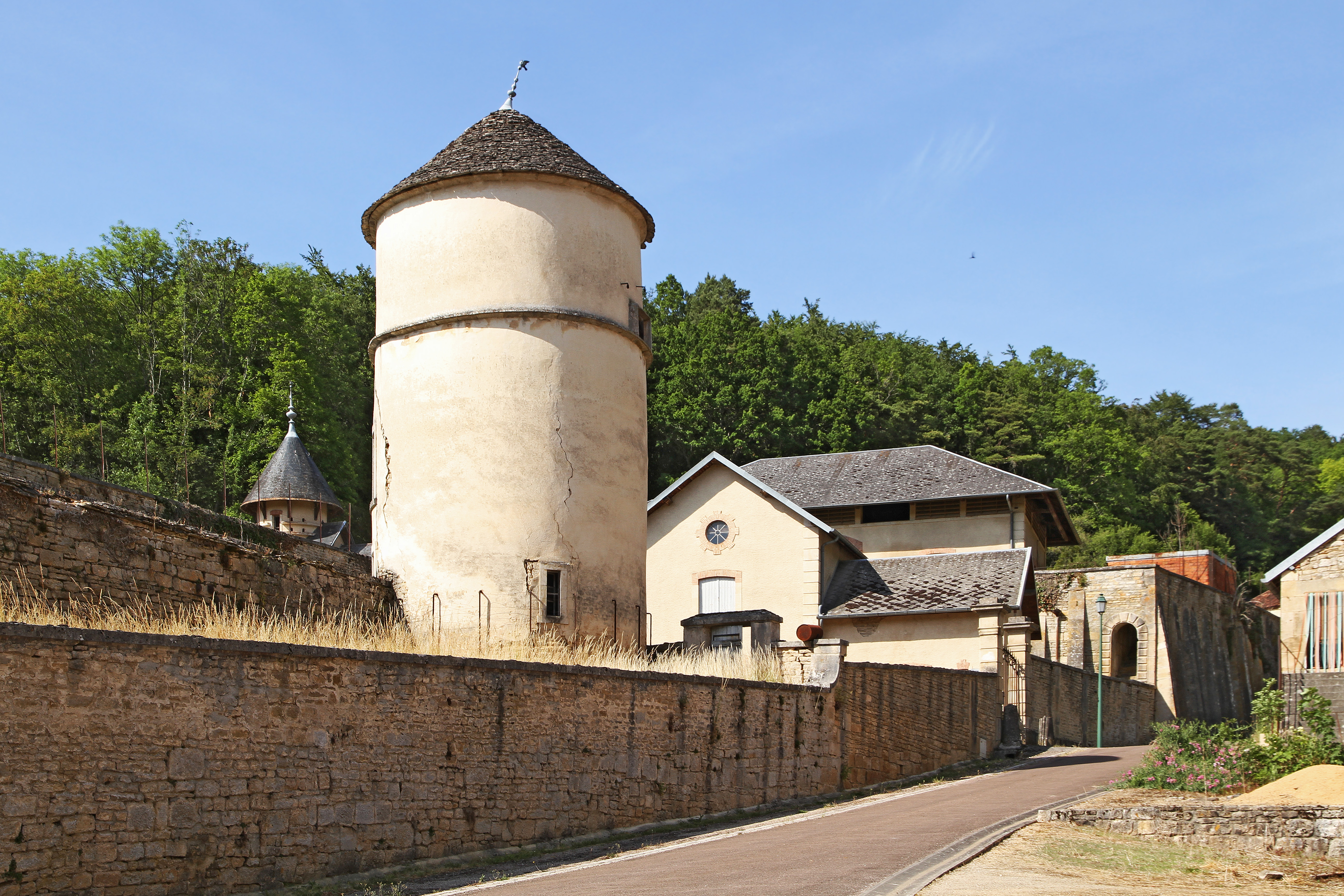
Vestiges de l'ancien château-fort.

- Les forges de la première moitié du XVIIe siècle : la forge du Bas dans le parc du château, restaurée, et la forge du Haut, en mauvais état. Ces deux forges ont cessé de fonctionner en 1839, la concurrence des forges à l'anglaise de plus grande capacité leur étant fatale[26].  Classé MH (1994)[27].
- La chapelle Saint-Maur dans le hameau du Puiset, du début XVIe siècle (IGPC 1989[28]). Elle reçoit des expositions d'artistes.

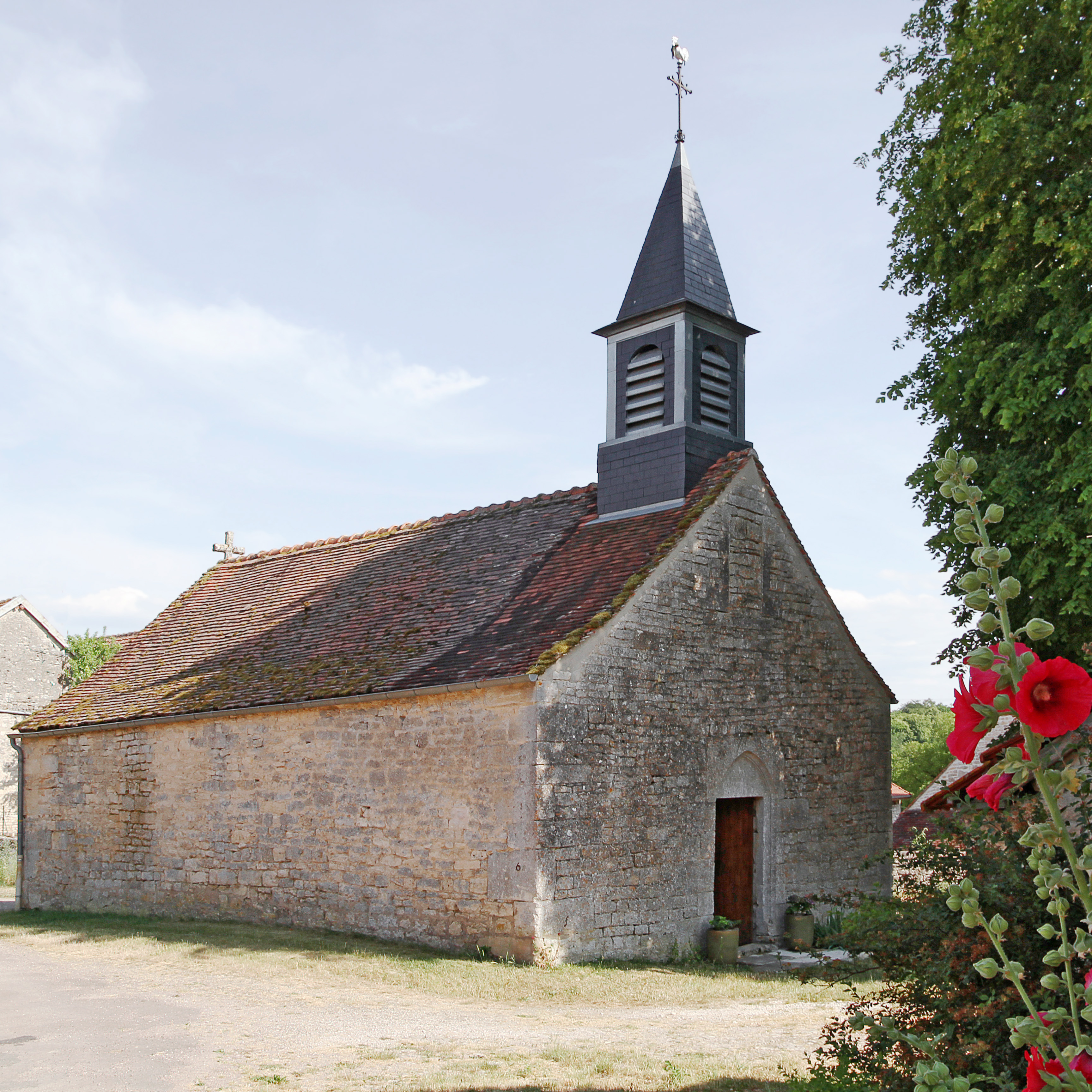
Chapelle du Puiset.
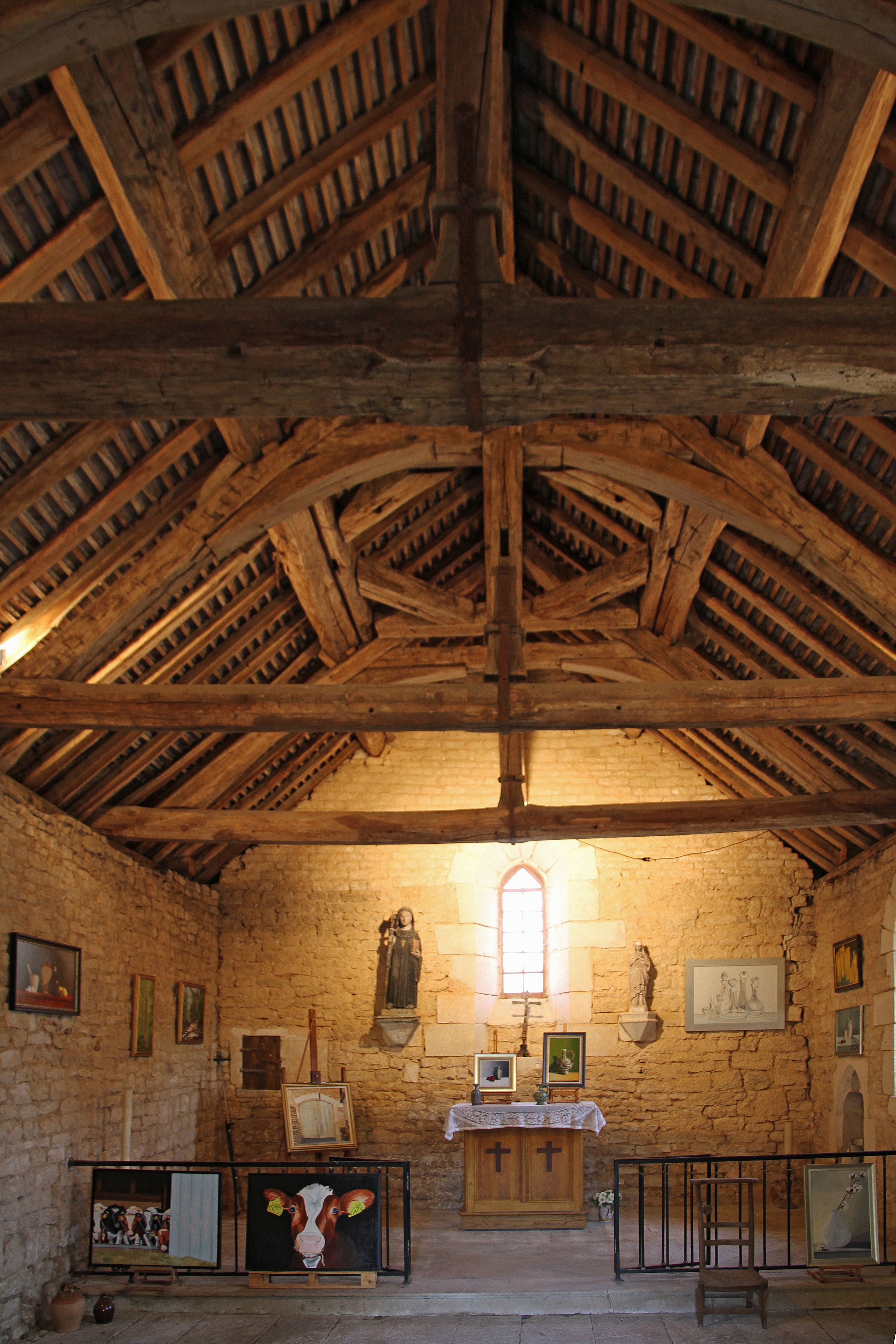
Charpente.
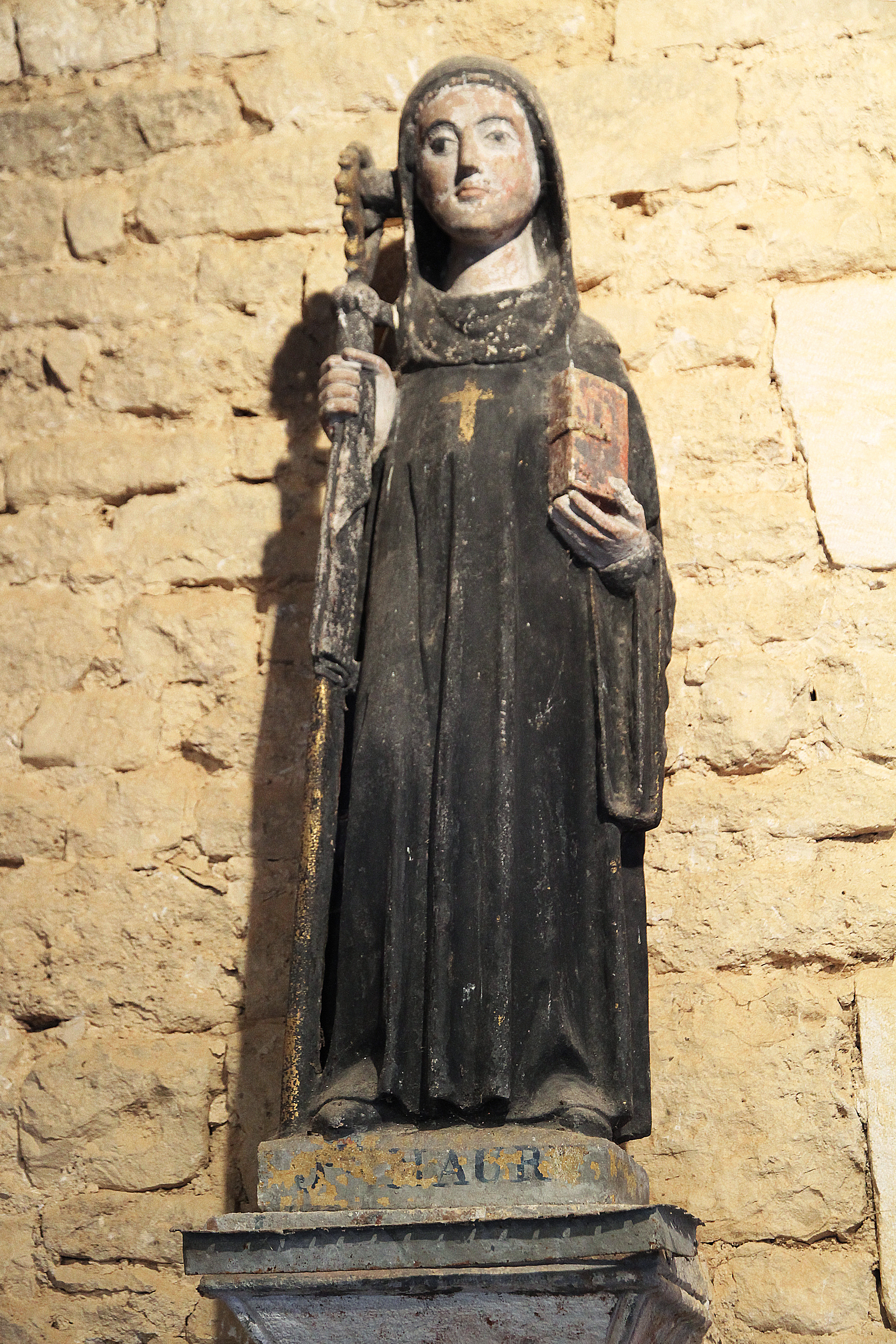
Statue de Saint Maur (IGPC1993[29]).
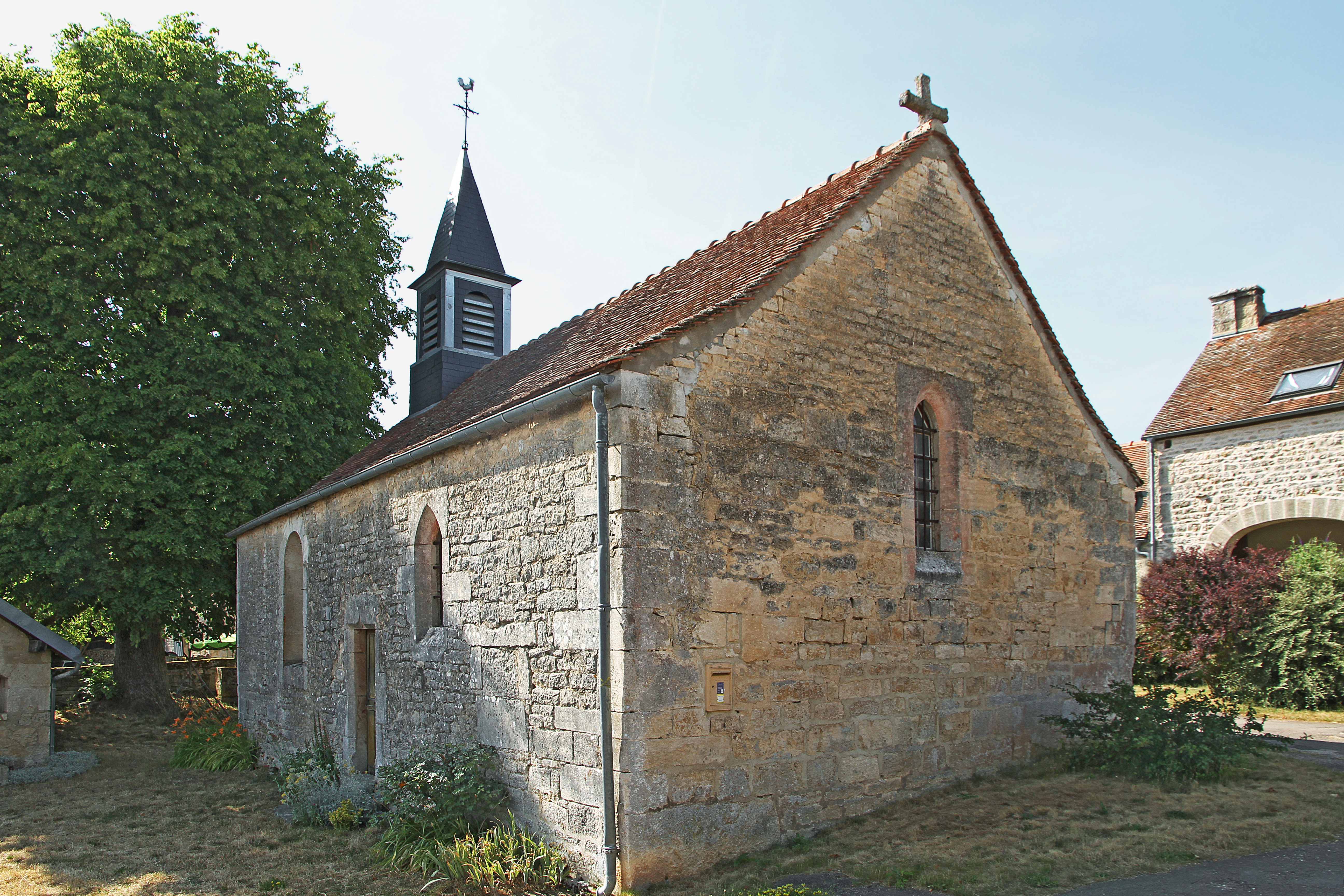
Abside et mur sud en moellon.

### Héraldique
| Blason de Rochefort-sur-Brévon | Blason  | D'azur à 12 billettes d'or 5,4 et 3 ; au chef d'argent, chargé d'un lion léopardé de gueules. |
| Blason de Rochefort-sur-Brévon | Détails | Non officiel : emprunt aux comtes de Rochefort.                                               |